# Bălănești (okręg Aluta)
Bălănești – wieś w Rumunii, w okręgu Aluta, w gminie Mărunței. W 2011 roku liczyła 1417 mieszkańców.